# Jürg Fröhlich
 (janvier 2018).
Jürg Martin Fröhlich (né le 4 juillet 1946 à Schaffhouse) est un mathématicien et physicien théoricien suisse.

## Biographie
Fröhlich a commencé à étudier les mathématiques et la physique à l'École polytechnique fédérale de Zurich en 1965. Il obtient son Diplom sous la direction de Klaus Hepp et Robert Schrader en 1969 avec une thèse intitulée “Dressing Transformations in Quantum Field Theory” et, toujours avec Klaus Hepp, passe son doctorat en 1972. Il part ensuite en postdoctorat dans les universités de Genève et Harvard (où il travaille avec Arthur Jaffe). En 1974, il devient professeur assistant dans le département de Mathématiques de Princeton, puis il est nommé professeur permanent à l'Institut des Hautes Études Scientifiques à Bures-sur-Yvette en 1978. Il retourne finalement à l'ETH de Zurich en 1982 en tant que professeur de Physique théorique, où il a également fondé le Centre pour les Études Théoriques.
Il fut le directeur de thèse Giovanni Felder et Anton Bovier, qui reçurent leur doctorat à l'ETH de Zurich en 1986.

## Prix et distinctions
En 1984 il est le premier récipiendaire du prix national Suisse Latsis. Il partage en 1991 avec Thomas Spencer le Prix Dannie-Heineman de physique mathématique. Il reçoit ensuite le prix Marcel-Benoist en 1997, la médaille Max-Planck en 2001 et le prix Henri-Poincaré en 2009. Il est membre de l'Academia Europaea, de l'Académie des sciences de Berlin-Brandebourg et de l'American Mathematical Society depuis 2012.
Il a été invité deux fois comme conférencier au Congrès international des mathématiciens, à Helsinki en 1978 et à Zurich en 1994.